# Pikku Melajärvi
Pikku Melajärvi är en sjö i kommunen Enontekis i landskapet Lappland i Finland. Sjön ligger 452 meter över havet. Arean är 42 hektar och strandlinjen är 3,57 kilometer lång. Sjön  ingår i Torne älvs huvudavrinningsområde.   Den ligger omkring 310 kilometer nordväst om Rovaniemi och omkring 990 kilometer norr om Helsingfors. 
Pikku Melajärvi ligger norr om Melajärvi. 